# 塩化テトラエチルアンモニウム
塩化テトラエチルアンモニウム（えんかテトラエチルアンモニウム、英: Tetraethylammonium chloride）は、化学式が[N(CH
2CH
3)
4]+
Cl−
で表される、第四級アンモニウム塩であり、[NEt
4]Clと表記されることもある。外観は、吸湿性のある無色の結晶性固体である。薬理学や生理学の研究におけるテトラエチルアンモニウムイオンの供給源や、有機合成に使用されている。

## 調製および構造
塩化テトラエチルアンモニウムは、トリエチルアミンをクロロエタンでアルキル化することによって製造される。
塩化テトラエチルアンモニウムは、一水和物と四水和物の2種類の安定な水和物として存在する。TEAC · H2Oの結晶構造は明らかにされており、四水和物であるTEAC · 4H2Oの結晶構造も同様に明らかにされている。
HarmonとGabrieleにより、大きな角柱状結晶のTEAC · H2Oの調製方法の詳細が定められており、この化合物および関連化合物についての、赤外分光法の研究を行った。また、精製したばかりのTEAC · H2Oはトリエチルアミン塩酸塩を含まないが、塩化テトラエチルアンモニウムの加熱によるホフマン脱離によって、トリエチルアミン塩酸塩が微量生成することを指摘している:
Cl−
 + [N(CH
2CH
3)
4]+
 → HCl + H
2C=CH
2 + N(CH
2CH
3)
3

## 合成応用
塩化テトラエチルアンモニウムの合成応用は、大部分が臭化テトラエチルアンモニウムおよびヨウ化テトラエチルアンモニウムと似ているが、特定の反応においては他の塩よりも効果的である。例えば、塩化テトラエチルアンモニウムはアリルアミン、ニトロ芳香族、一酸化炭素からジアリール尿素を合成する反応において、共触媒として臭化テトラエチルアンモニウムやヨウ化テトラエチルアンモニウムよりも良好収率をもたらす。
以下のような他の例では、塩化テトラエチルアンモニウムは臭化テトラエチルアンモニウムやヨウ化テトラエチルアンモニウムほど効果的ではない:
- カルボン酸および特定の酸性N-Hを有する複素環式化合物の炭酸エチレンによる2-ヒドロキシエチル化（–CH
2–CH
2–OHの付加）[8]。

- 水酸化ナトリウムとハロゲン化アルキルを用いたフルオレンのジェミナル二重アルキル化、アニリンのN,N-二重アルキル化、およびカルバゾールのN-アルキル化における相間移動触媒[9]。

## 生物学
塩化テトラエチルアンモニウムは、臭化テトラエチルアンモニウムやヨウ化テトラエチルアンモニウムと同様に、多くの臨床および薬理学的研究でテトラエチルアンモニウムイオンの供給源として使用されてきた。要するに、塩化テトラエチルアンモニウムは、神経節遮断作用のために臨床的に調査されてきたが、現在では実質的に医薬品として使われなくなっている。また、様々な組織でのカリウムイオンチャネルの遮断能力により、生理学的研究ではまだ使用されている。

## 毒性
塩化テトラエチルアンモニウムの毒性は、主にテトラエチルアンモニウムイオンに起因しており、これについて広くに研究されている。塩化テトラエチルアンモニウムの急性毒性は、臭化テトラエチルアンモニウムやヨウ化テトラエチルアンモニウムと同程度である。これらのデータは、比較のために提供されている。